# Študentski svet
Študentski svet je organ fakultete oz. univerze, določen z Zakonom o visokem šolstvu, njegovo delovanje pa je natančneje definirano z internimi akti univerz in fakultet. 
Študentski svet je najvišji in edini predstavniški organ študentov na fakulteti oz. univerzi. V imenu študentov podaja mnenja o napredovanju profesorjev, kontrolira izvajanje študentske ankete, sodeluje pri reševanju študijskih težav, se ukvarja s študentskimi pravicami in zastopa študente v organih fakultet oz. univerz. 
Največji študentski svet v Sloveniji je Študentski svet Univerze v Ljubljani.